# 超抗磁性

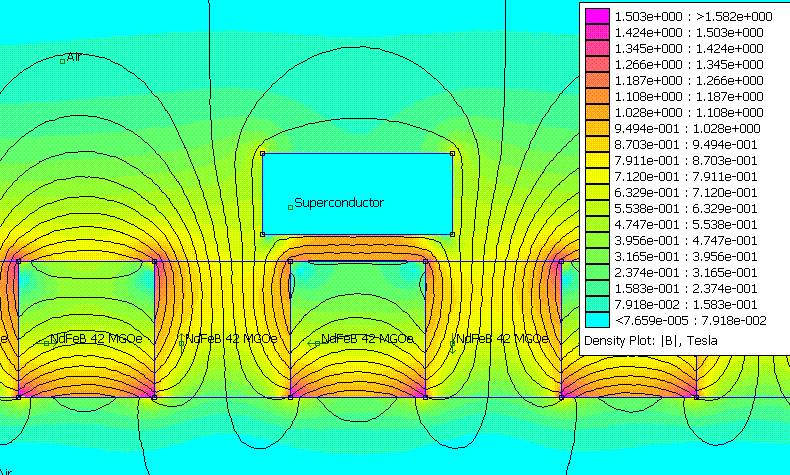
超導體作為超抗磁性物質排斥外在磁場，因此場線不會與超導體接觸

超抗磁性指某些物質在極低溫的環境下磁導率會降至零，而其磁化率{\displaystyle \chi _{v}} = −1，超抗磁性物質的內部磁場會與外在環境隔離。
超抗磁性理論指出物質因相變而具超導性狀態，而超導體的磁懸浮作用亦是由於其超抗磁性排斥磁鐵的磁場；由於磁通鎖定作用磁鐵被固定於空中不會飄走。
超抗磁性作為超導體的特徵於1933年由瓦爾特·邁斯納與羅伯特·奧克森菲爾德首次指出，但其與邁斯納效應有所不同：後者描述超導體剛形成時的情況，並包含其排斥已穿透其中的磁場。

## 理論

邁斯納效應：當溫度低於臨界點，磁場場線被排斥在外

海因茨·倫敦和弗里茨·倫敦發展出一個理論，磁通的排斥作用是由於在超導體表面傳遞的屏蔽電流及其產生的磁場剛好抵消由外施加其中的磁場。這些屏蔽電流會在超導體帶進外在磁場時產生。在超導體進入磁場的運動誘發的渦電流，由於超導體的零電阻，並不會自行減弱。弗里茨·倫敦在1935年指出其熱力學狀態能以一個波函數描述。
當一塊在磁場中正常金屬被冷卻至成為超導體時，屏蔽電流亦會出現，是為邁斯納效應。其對磁場的排斥作用無法再以零電阻解釋。這顯示超導性本身作為一個熱力學狀態不受其準備工序影響，而是取決於溫度、壓力及磁場。

## 另見
- 超流體
- 低溫物理學